# جنغرمنيات
الجنغرمنيات (الاسم العلمي:Jungermanniales) هي رتبة من النباتات الكبدية تتبع الطائفة الجنغرمنانية. هي أكبر رتبة ضمن النباتات الكبدية وهي مميزة بين النباتات الكبدية لوجود سديلة رقيقة تشبه الأوراق على جانبي الساق. معظم النباتات الكبدية الأخرى مشريّة بدون أوراق.

## التصنيف
- رتبة الجنغرمنيات
  - رتيبة الجنغرمنونيات
    - الفصيلة المغرافية
      - جنس المغرافة